# Abbaye Saint-Trudpert
L’abbaye Saint-Trudpert est une ancienne abbaye bénédictine à Münstertal/Schwarzwald, dans le Land de Bade-Wurtemberg et l'archidiocèse de Fribourg-en-Brisgau.

## Histoire
Selon la tradition médiévale, le monastère remonte à Trudpert, un missionnaire irlandais et martyr dans le sud de la Forêt-Noire (première moitié du VIIe siècle). Il construit un ermitage dans le sud de la Forêt-Noire, qui ne devient probablement une abbaye qu'au IXe siècle. La communauté monastique est soutenue par la famille noble alsacienne des Étichonides vers 900 au plus tard, des translations de reliques de Trudpert sont attestées en 901 et peu après 965. Le 3 avril 1144, le pape Lucius II accorde à l'abbaye Saint-Trudpert la protection papale et confirme ses libertés et ses biens. À cette époque, il y a un lien entre l'église propriétaire et le diocèse de Strasbourg qui dure encore dans le droit de patronage des évêques au XIIIe siècle. La réforme de l'Église et la querelle des Investitures semblent n'avoir eu aucun effet, la seigneurie se développe principalement dans le Münstertal, dans le Brisgau, dans l'Ortenau et en Alsace, avec une certaine concentration de propriétés à la fin du Moyen Âge. L'abbaye Saint-Trudpert est ainsi plus particulièrement liée au village de Tunsel qui appartient au monastère jusqu'à la sécularisation en 1806. Tunsel approvisionne les moines en produits agricoles (blé, animaux de ferme) et surtout en vin, qui est entreposé dans la cave du presbytère. De plus, les paroisses de Münstertal, Grunern, Krozingen, Tunsel, Laufen, Biengen et d'autres sont devenues des propriétés. L'exploitation de l'argent, qui émerge au Haut Moyen Âge, revient également à la communauté spirituelle. En raison de l'exploitation minière, la ville de Münster en dessous de l'abbaye croît. L'abbaye est détruite en 1346 en même temps que le château de Scharfenstein (de), siège de la maison de Staufen (de), par des hommes armés de Fribourg, elle est aussi victime d'une inondation. Le monastère surmonte le déclin économique de la seconde moitié du XIVe siècle grâce à l'abbé Paul (1435–1455). En 1525, Saint-Trudpert est pillée pendant la guerre des Paysans allemands.
Un manuscrit de la seconde moitié du XIVe siècle,  la St. Trudperter Hoheslied (de), un texte alémanique, atteste la bibliothèque médiévale du monastère. Malgré le nom, la chanson ne serait pas originaire de Saint-Trudpert, mais de l'abbaye d'Admont en Styrie.
À une date inconnue, les seigneurs de Staufen, ministériels des ducs de Zähringen, ont un vogt sur Saint-Trudpert. Les contrefaçons monastiques de documents sont la raison pour laquelle la famille de Staufen n'a reçu des preuves documentaires fiables qu'en 1218. Un Obervogtei des comtes (ou ducs) de Habsbourg est documenté pour la première fois en 1277, de sorte que les seigneurs de Staufen agissent comme sous-gardiens des Habsbourg jusqu'à leur extinction en 1602. Il signifie également que le monastère fait partie de l'Autriche antérieure. C'est pourquoi, lors de la sécularisation en 1806, l'abbaye devient une propriété du grand-duché de Bade.
En 1919, les premières sœurs de la congrégation des sœurs de Saint Joseph de Saint Marc s'installent.

## Construction
Plusieurs monastères ou églises médiévaux sont attestées, comme un renouvellement de l'abbaye en 902 puis, après une invasion de la Hongrie au début du Xe siècle, avant 962. La basilique à trois nefs est agrandie en 1100 pour inclure un massif occidental, de nouveaux bâtiments de clôture et un long chœur gothique sont construits au XVe siècle. La destruction des bâtiments du monastère pendant la guerre de Trente Ans par les Suédois en 1632 est suivie d'une reconstruction initialement provisoire, qui élève la nouvelle église baroque de 1712 à 1716. Les fresques sont de Francesco Antonio Giorgioli (de) et les deux stucateurs de Campione d'Italia Michele Angelo de Prevosti et Carpoforo Caratti-Orsatti concluent avec l'abbé le contrat pour les décorations en stuc en septembre 1716. Sur le modèle de l'orgue de Säckingen en 1717, le facteur d'orgue Joseph Schütt de Laufenburg entreprend de construire un orgue à 22 registres, qui sonne pour la première fois en 1722. En 1737, le monastère charge le maître d'œuvre Peter Thumb de remanier la façade de l'église et le monastère.
Le 17 août 1986, un orage avec des grêlons de la taille d'une grêle tombe sur Münstertal. Le monastère en particulier est gravement endommagé. Les toits du presbytère et de l'église paroissiale n'ont plus de tuiles et la serre est un tas de gravats. 300 000 tuiles sont achetées en peu de temps. La réparation des dégâts de plusieurs millions de marks dure jusqu'en 1989.

## Trésors
L'abbaye bénédictine possède d'importantes orfèvreries depuis le Moyen Âge. Parmi les reliquaires de la Vraie Croix, seule la plus ancienne, la croix de niellage de Saint-Trudpert (de), probablement créée entre 1175 et 1180 dans le sud-ouest de l'Allemagne, est conservée à l'endroit et en la possession de la paroisse. Une inscription du don à Gottfried parle de la création de l'œuvre en argent par un seigneur de Staufen, qui peut être bien liée à Gottfried von Staufen décédé après 1177.
La croix de procession gothique, en partie en or pur, d'autre part, qui jusqu'en 1875 sert à présenter une relique de la Croix, est donnée à l'abbaye de Notre-Dame-de-la-Pierre en 1805 en raison de la sécularisation imminente du monastère, puis est achetée par le collectionneur d'art Alexandre Petrovitch Basilevski (de) en 1874 et vendue au musée de l'Ermitage à Saint-Pétersbourg) en 1885, où elle se trouve encore aujourd'hui. Le crucifix est accompagné de figures rondes autonomes de Marie et de Jean. Les extrémités des barres carrées montrent le Christ ressuscité, Ecclesia et Synagoga.
Un calice roman complexe fait à Fribourg vers 1250 avec des scènes typologiques est vendu par le musée de l'Ermitage au Metropolitan Museum of Art de New York en 1947.